# جنيه كارولنجي
الجنيه الكارولنجي اللاتينية: pondus Caroli الألمانية: Karlspfund أو جنيه شارلمان كان وحدة قياس وزن ظهرت في عهد الملك شارلمان استُخدم كوزن تجاري ووزن للعملات، وكانت كتلته تُساوي حوالي 408 غرامًا، ودخل حيز التنفيذ كجزء من نظام شارلمان للإصلاح النقدي حوالي عامي 793/794 ميلادي. وقد نصّ هذا الإصلاح على سكّ 240 عملة ديناري فضية (بفنغ) وزنها رطلًا واحدًا.
ارتبطت وحدة الوزن الجديدة بالنظام الكارولنجي لسك العملات وبالجنيه الخاص به، وأصبحت ذات أهمية بالغة في أجزاء كبيرة من أوروبا. استمرت السمات الأساسية لذلك النظام النقدي القائم على الجنيه الكارولنجي في إنجلترا حتى عام 1971. في البداية، كان الجنيه الكارولنجي صالحًا للتداول والاستخدام في جميع أنحاء الإمبراطورية الكارولنجية، وبدرجة أقل في الإمبراطورية الرومانية المقدسة التي أعقبتها خلال فترة حكم السلالة الأوتونية. وفي عهد الساليين، الذين حكموا من عام 1024، طُرحت عملة جديدة عُرفت باسم مارك كولونيا، بحيث كانت قيمة المارك الكولوني الواحد تساوي ٥٧٦ جزءًا من الألف من الجنيه الكارولنجي، والذي أصبح هو وحدة الوزن السائدة للعملات بالتزامن مع أإدخال تعديلات مماثلة على أوزان التداول.

## التاريخ
تعودّ أولى النصوص المعروفة لنا اليوم، والتي أشارت إلى الجنيه الكارولنجي إلى مخطوطة مُعاصرة، كما ذكرت تقارير لمجلس فرانكفورت تعود إلى عام 794، أنه كان من المقرر سك عملات كارولنجية معدنية جديدة في الإمبراطورية عُرفت لاحقًا باسم البفنغ، ومع ذلك لم تُحدد التقارير الوزن الدقيق المُقدّر لجنيه شارلمان نفسه. يُمكننا اليوم تحديد الوزن الأصلي لجنيه شارلمان بشكل أساسي من خلال وزن العملات الكارولنجية الباقية من الفترة المبكرة، وعلى الرغم من وجود اختلافات بنسب مئوية طفيفة في وزن الجنيه الكارولنجي في بعض المراجع عن بعضها الآخر، غالبًا ما يُمكننا القول بأن وزن الجنيه الكارولنجي كان يساوي 408.25 غرامًا، أو ما يُعادل 408 غرام تقريبًا.

### وزن الجنيه الكارولنجي
اختلف وزن الجنيه الكارولنجي اختلافًا طفيفًا في بعض المراجع عن بعضها الآخر، إذ بلغ وزن الجنيه الكارولنجي وفقًا لبعض المراجع 406.5 غرامًا تقريبًا، على حين بلغ وزن الديناريوس 1.69375 غرامًا.، بينما استندت قيمة الجنيه الكارولنجي في مراجع أخرى إلى نظام الوزن الإنجليزي، والذي قدّر وزن الجنيه الكارولنجي الواحد بنحو 405 غراما. وبالقياس على مارك الاتحاد الجمركي الألماني، فإنّ وزن الجنيه الكارولنجي الخاص بالاتحاد الجمركي الألماني كان يساوي 406 غرامًا. كذلك حدّدت مراجع ثلثة وزن الجنيه الكارولنجي بحوالي 408 غرامًا  وهو ما يُعادل 10/12 من الجنيه الفرنسي القديم. وأشارت بعض المراجع إلى وزن الجنيه الكارولنجي بقيمة تراوحت ما بين 408.24 غرام - 408.25 غرام. ويساوي متوسط جميع هذه الأوزان 406.4256 غرامًا تقريبًا، ولا يعني هذا أن علماء القياس الكارولنجيين استطاعوا تحديد قيمة الجنيه بدقة ١٠/١ ملغ، ولا أن الأبحاث الحديثة قد حددت القيمة التاريخية بهذا المستوى من الدقة.

## العملات المُشتقة

### في فرنسا
ظهرت في فرنسا عدة أشكال مختلفة من الجنيه الكارولنجي، والتي استُخدمت كعملة قانونية في أوقات مختلفة، مثل جنيه باريس الذي كان موجودًا منذ عهد الملك لويس السادس، وكان يزن حوالي 460 غرامًا، وتُعادل قيمته 9/8 من قيمة الجنيه الكارولنجي، وجنيه تور الذي ظهر في بداية القرن الثالث عشر، واستُخدم في مدينة تور في فرنسا، وكان مطابقًا لعملة تروا الأقدم التي كانت مستخدمة في تروا في نفس الوقت، وكانت قيمة جنيه تور تُعادل 9/10 من قيمة الجنيه الكارولنجي الواحد، وجنيه تروا الذي بدأ استخدامه في مدينة تروا، ثُمّ أصبح مُستخدمًا كعملة قانونية في جميع أنحاء فرنسا بدءًا من عام 1266، وحتى 1 أغسطس (آب) عام 1793، وكانت قيمة جنيه تروا الواحد تُعادل قيمة 12/10 من الجنيه الكارولنجي. ويوضح الجدول التالي قيمة ووزن العملات المختلفة التي استُخدمت في فرنسا بالمقارنة مع الجنيه الكارولنجي:
| الوزن/العملة      | القيمة الإسمية للعملة مقابل الجنيه الكارولنجي | الوزن القياسي للعملة | 3136 : 3125        | الوزن الفعلي للعملة |
| ----------------- | --------------------------------------------- | -------------------- | ------------------ | ------------------- |
| جنيه تروا         | 6 : 5                                         | 487.71072 غرام       | 489.43 غرام تقريبًا | c. 489.5 غرام       |
| جنيه باريس        | 9 : 8                                         | 457.22880 غرام       | 458.84 غرام تقريبًا | c. 459.0 غرام       |
| الجنيه الكارولنجي | 1 : 1                                         | 406.42560 غرام       | 407.86 غرام تقريبًا | c. 408.0 غرام       |
| جنيه تور          | 9 : 10                                        | 365.78304 غرام       | 367.07 غرام تقريبًا | c. 367.0 غرام       |

### في إنجلترا
استمد الإنجليز، والذين تاجروا مع الفرنسيين منذ بدايات القرن التاسع الميلادي على الأقل، نظام الأوزان المُستخدم في إنجلترا من نظام تروي للأوزان الذي نشأ في مدينة تروا الفرنسية، إذ استندت الأوزان والعملات الإنجليزية إلى القيمة القديمة لجنيه تروا، والتي كانت تُعادل 12⁄10 من قيمة الجنيه الكارولنجي. وُثقت تسمية وزن تروي لأول مرة عام 1390 في سردٍ رحلات إيرل ديربي في أوروبا، وكانت تصف وزن طبق من الفضة. ويوضح الجدول التالي قيمة ووزن العملات المختلفة التي استُخدمت في إنجلترا بالمقارنة مع الجنيه الكارولنجي:
| الوزن/العملة      | القيمة الإسمية للعملة مقابل الجنيه الكارولنجي | الوزن القياسي للعملة | القيمة الرسمية للعملة (1958) |
| ----------------- | --------------------------------------------- | -------------------- | ---------------------------- |
| جنيه لندن         | 225 : 196                                     | 466.5600 غرام        | (466.55215200 )غرام          |
| الأفواردوبوا      | 125 : 112                                     | 453.6000 غرام        | (453.59237000 )غرام          |
| الجنيه التجاري    | 625 : 448                                     | 437.4000 غرام        | (437.39264250 )غرام          |
| الجنيه الكارولنجي | 01 : 1                                        | 406.4256 غرام        | (406.41876352 غرام)          |
| جنيه تروي         | 045 : 49                                      | 373.2480 غرام        | (373.24172160 )غرام          |
| جنيه تاور         | 675 : 784                                     | 349.9200 غرام        | (349.91411400 )غرام          |

اختلفت الأوزان القياسية للعملات عن أوزانها الرسمية بحلول عام 1958 بنحو 0.0017% فقط. كان وزن الأفواردوبوا يكافئ وزن حبة إنجليزية وزنها 64.8 ملغ بالضبط.

### في الإمبراطورية الرومانية المقدسة
اشتقت من الجنيه الكارولنجي العديد من الأوزان والعملات المهمة في الإمبراطورية الرومانية المقدسة الألمانية، مثل جنيه فيينا ومارك كولونيا وجنيه نورمبرغ الصيدلي. وكانت قيمة مارك كولونيا، على سبيل المثال، تُعادل 576 بجزءًا من الألف من الجنيه الكارولنجي. ويوضح الجدول التالي قيمة ووزن العملات المختلفة التي استُخدمت في الإمبراطورية الرومانية المقدسة بالمقارنة مع الجنيه الكارولنجي:
| جنيه فيينا                                                                                       | 864 : 625 | 561.84274944 غرام | (561.2880 غرام) | (−0.099 %) |
| جنيه كولونيا                                                                                     | 144 : 125 | 468.20229120 غرام | (467.6246 غرام) | (−0.123 %) |
| الجنيه الكارولنجي                                                                                | 01 : 1    | 406.42560000 غرام | (408.0000 غرام) | (+0.387 %) |
| جنيه نورمبرغ الصيدلي                                                                             | 216 : 245 | 358.31808000 غرام | (357.8400 غرام) | (−0.133 %) |
| مارك فيينا                                                                                       | 432 : 625 | 280.92137472 غرام | (280.6440 غرام) | (−0.099 %) |
| مارك هولندي                                                                                      | 378 : 625 | 245.80620288 غرام | (246.0839 )غرام | (+0.113 %) |
| مارك كولونيا                                                                                     | 072 : 125 | 234.10114560 غرام | (233.8123 غرام) | (−0.123 %) |
| كان وزن الجنيه الكارولنجي يكافئ وزن 500 حبة من الذهب (النسخة اللاحقة)، أو وزن 8000 حبة من الذرة. |           |                   |                 |            |

كان الانحراف الكبير نسبيًا في وزن الجنيه الكارولنجي، والذي قارب 0.4% - والذي لا يزال ضمن معامل الاختلاف المُحدد للأوزان القديمة - يُعزى إلى النسخة الفرنسية الأحدث، والتي كانت أكبر حجمًا قليلًا.
لاحقًا اشتق الاتحاد الجمركي الألماني عملة جديدة سُمّىت بمارك الاتحاد الجمركي، والتي كانت تزن 233.8555 غرامًا في عام 1838، أي أنّ وزنها الفعليّ كان أقل بحوالي 0.105% فقط من وزنها القياسي. حافظت عملات مارك كولونيا ومارك فيينا على قيمتهما بالمقارنة مع الجنيه الكارولنجي، والتي كانت تساوي 10:12، عند ابتكار مشتقاتهم، حافظ كبار علماء القياس في الإمبراطورية الرومانية المقدسة على قيمة الجنيه الكارولنجي بدقة متناهية لأكثر من ألف عام.

## البفنغ الكارولنجي
في أعقاب الإصلاحات التي أدخلها الملك شارلمان على نظام العملة مما أدى إلى تطوير النظام الكارولنجي لسك العملات، كان الشلن في البداية مجرد عملة حسابية تُعادل قيمتها 12 دينارًا فضيًا من الذهب غير المسكوك، وكان الشلن يعادل 1/20 من الجنيه الكارولنجي الفضي، أي أنّ الشلن الواحد كان يُعادل 12 بفنغًا، حيث كان البفنغ الكارولنجي الفضي يُسك من رطل من الفضة عيار 240. بالنسبة لوحدات الطول التاريخية، فقد كان معامل الاختلاف دقيقًا بشكل عام في حدود ± 0.2%. أما بالنسبة لوحدات الوزن المُستخدمة في العصور القديمة والعصور الوسطى، فيمكن استخدام نطاق يتراوح بين (1.0023 −1) = 3/500. تمثل النسبة 126: 125 وقيمتها العكسية متطلبات الدقة القياسية الأعلى لأوزان العصور الوسطى. أصبحت معاملات الاختلاف أصغر بكثير في الفترات اللاحقة بدءًا من عصر النهضة تقريبًا. بالإضافة إلى ذلك، يجب التمييز بين القيم الفعلية والمعروفة للأبعاد نفسها والتفاوتات التي تحدث حتمًا مع الإنتاج الضخم للعملات والأوزان. في ذلك الوقت، ولأسباب تقنية بحتة، لم تكن معاملات الاختلاف أفضل من 1.6 إلى 1.8 غرام للبفنغ.
| وزن الجنيه الكارولنجي | القيمة الإسمية للعملة مقابل الجنيه الكارولنجي | وزن البفنغ الكارولنجي | الوزن المسكوك            | قطر العملة مقدرًا بقطر قدم مكعب من الماء |
| --------------------- | --------------------------------------------- | --------------------- | ------------------------ | --------------------------------------- |
| 409.6770048 غرام      | 126 : 125                                     | 1.70698752 غرام       | بفنغ كارولنجي زائد الوزن | 297.1 ملليمتر تقريبًا                    |
| 409.6770048 غرام      | 126 : 125                                     | 1.70698752 غرام       | بفنغ كارولنجي أثقل وزنًا  | 297.1 ملليمتر تقريبًا                    |
| 408.2400000 غرام      | 225 : 224                                     | 1.70100000 غرام       | 296.7 ملليمتر تقريبًا     |                                         |
| 408.2400000 غرام      | 225 : 224                                     | 1.70100000 غرام       | 296.7 ملليمتر تقريبًا     | بفنغ كارولنجي من الوزن الحقيقي          |
| 406.4256000 غرام      | 001 : 1                                       | 1.69344000 غرام       | 296.3 ملليمتر تقريبًا     |                                         |
| 404.6192540 غرام      | 224 : 225                                     | 1.68591360 غرام       | 295.9 ملليمتر تقريبًا     |                                         |
| 404.6192540 غرام      | 224 : 225                                     | 1.68591360 غرام       | 295.9 ملليمتر تقريبًا     | بفنغ كارولنجي أخف وزنًا                  |
| 403,2000000 غرام      | 125 : 126                                     | 1,68000000 غرام       | 295,5 ملليمتر تقريبًا     |                                         |
| 403,2000000 غرام      | 125 : 126                                     | 1,68000000 غرام       | 295,5 ملليمتر تقريبًا     | بفنغ كارولنجي منقوص الوزن               |

## الملاحظات
1. ↑  نظرًا لأن BSI (المؤسسة البريطانية للمعايير)  أصبحت تجارية بحتة فهذه هي القيم المتطابقة NIST (للمعهد الوطني للمعايير والتكنولوجيا) في الولايات المتحدة.